# Jasmine Plummer
Jasmine Plummer est une joueuse de football américain au poste de quarterback.
Elle s'est rendue célèbre à 11 ans en menant son équipe des Colts d'Harvey au Pop Warner Super Bowl de 2003 et en devenant ainsi la première quarterback participant à la finale du championnat national, 61 ans après sa création. Son aventure fait l'objet du film The Longshots, réalisé par Fred Durst en 2008, avec Keke Palmer dans le rôle de Jasmine Plummer, Ice Cube dans le rôle de son oncle et Fred Johnson dans le rôle d'entraîneur.

## Son enfance
Au printemps 2001, alors que Jasmine Plummer n'a que 8 ans, sa mère, Cassandra Johnson, la retrouve sérieusement blessée au genou. La jeune fille ne pleure pas. Le jeune homme qui l'accompagne explique à Madame Johnson que sa fille a heurté le sol alors qu'il la plaquait. Une semaine après la pose de 23 points de suture, Jasmine rejoue au football avec les garçons de son quartier.

## Le football
Son oncle remarque très vite son talent. Après des négociations difficiles avec Cassandra Johnson, il l'inscrit à la Pop Warner, un programme accueillant 250 000 jeunes footballeurs âgés de 5 à 16 ans.
Après avoir passé sa première année sur le banc des remplaçants, Jasmine est transférée par son oncle chez les Colts d'Harvey où elle est désignée titulaire au poste de quarterback. À son arrivée, ses partenaires ne la considèrent pas comme la véritable meneuse de l'équipe mais ils changent rapidement d'avis, l'équipe ne cessant de gagner avec Jasmine. Le coach Johnson décide même de la faire jouer au poste de linebacker car elle est rapide et puissante pour son âge. Elle joue donc à la fois en attaque et en défense. L'apogée de son histoire survient en 2003. Après avoir remporté 8 des 9 matchs de la saison régulière et s'être qualifiée après les playoffs, l'équipe est invitée au Pop Warner Super Bowl. Bien qu'ayant perdu la finale 13-2 face aux Apaches de Southeast (Texas), les Colts remportent le match pour la 3e place contre les Kailua Mustangs d'Hawaii sur le score de 14 à 0. Jasmine y a inscrit deux touchdowns, l'un par la passe et l'autre à la course.
En devenant ainsi la première quarterback participant à la finale du championnat national, sa performance est médiatisée au niveau national avec des sujets à la CNN, ESPN, Fox Sports, The Associated Press ou encore Sports Illustrated, malgré la réticence de la joueuse et l'incompréhension de la médiatisation chez ses coéquipiers.

## Aujourd'hui
Après cinq ans dans la Pop Warner, Jasmine arrête le football. Aujourd'hui, elle joue dans l'équipe de basket féminine de Joliet West High School en espérant devenir, un jour, joueuse professionnelle.

## Sources
- (en) The Gridiron Girl
- (en)